# Provincia Oriental
La Provincia Oriental fue una división administrativa de la Liga Federal y posteriormente de las Provincias Unidas del Río de la Plata, cuya creación fue reivindicada por José Gervasio Artigas en 1813 y sancionada oficialmente por el director supremo Gervasio Antonio de Posadas en 1814. Fue en el año 1815 que tuvo su mayor expansión.
Durante su existencia, el poder de Artigas se estaba consolidando dentro de la provincia, cuyas ideas federalistas pronto chocaron con las tendencias unitarias del gobierno de Buenos Aires. La situación de conflicto terminó favoreciendo los objetivos portugueses, que, después de la creación del Reino Unido de Portugal, Brasil y Algarve, emprendieron la invasión del territorio provincial en 1816 para instalar su propio gobierno y crear la Provincia Cisplatina, anexada al reino portugués y al Imperio del Brasil después de la independencia de este último.
El 19 de abril de 1825 se produjo el desembarco de los Treinta y Tres Orientales, que recuperaron el control de la mayor parte de la provincia, reincorporándola a las Provincias Unidas. La reacción imperial provocó la Guerra del Brasil (1825-1828), que tras la oposición brasileña y las presiones inglesas dieron como resultado la creación de un estado independiente con el nombre de Estado Oriental del Uruguay.
La provincia comprendía la Banda Oriental, que es el territorio ubicado al este del río Uruguay y en la orilla norte del Río de la Plata, hasta los límites con los dominios portugueses. En términos administrativos se correspondía a los territorios de la Gobernación Militar de Montevideo, la Intendencia de Buenos Aires y el Gobierno de los Treinta Pueblos de las Misiones. El territorio de esta última comprendía desde el norte del río Negro hasta las Misiones Orientales inclusive, aunque nominalmente, ya que estas fueran ocupadas por los luso-brasileños desde 1801.

## Historia

### Antecedentes
Durante el gobierno colonial español, el territorio de la Banda Oriental estaba dividido administrativamente entre la gobernación de Montevideo, que incluía la ciudad regional más importante y sus alrededores, la intendencia de Buenos Aires y la gobernación de las Misiones Guaraníes. El área fue disputada durante siglos por españoles y portugueses, quienes en 1680 fundaron la ciudad de Colonia del Sacramento para establecer un punto firme para sus reclamos territoriales, que datan del Tratado de Tordesillas de 1494; la plaza se convirtió en un centro de contrabando que dañó el comercio español. La presencia portuguesa en la región desencadenó una serie de guerras y tratados entre los dos imperios coloniales, hasta que, en 1775, el rey Carlos III decidió eliminar el problema y organizó una expedición, bajo las órdenes de Pedro de Cevallos, quien logró la tarea de apropiarse de la ciudad. El posterior tratado de San Ildefonso estableció brevemente las fronteras entre España y Portugal en América.
En 1801, durante la guerra de las naranjas, el bandeirante portugués José Borges do Canto ocupó el territorio de las Misiones Orientales, ubicadas al este del río Uruguay, y la nueva situación fue ratificada por el tratado de Badajoz. Además, después de la Revolución de Mayo en 1811, el Príncipe Regente de Portugal, Juan de Braganza, envió una fuerza expedicionaria de 4000 hombres, comandada por Diego de Souza, para ayudar al virrey designado Francisco Javier de Elío, asediado en Montevideo; el armisticio entre revolucionarios y españoles y el posterior acuerdo Rademaker-Herrera, muy deseado por el embajador británico lord Strangford, obligó al ejército invasor a regresar a las fronteras brasileñas.

### Artigas y la autonomía provincial

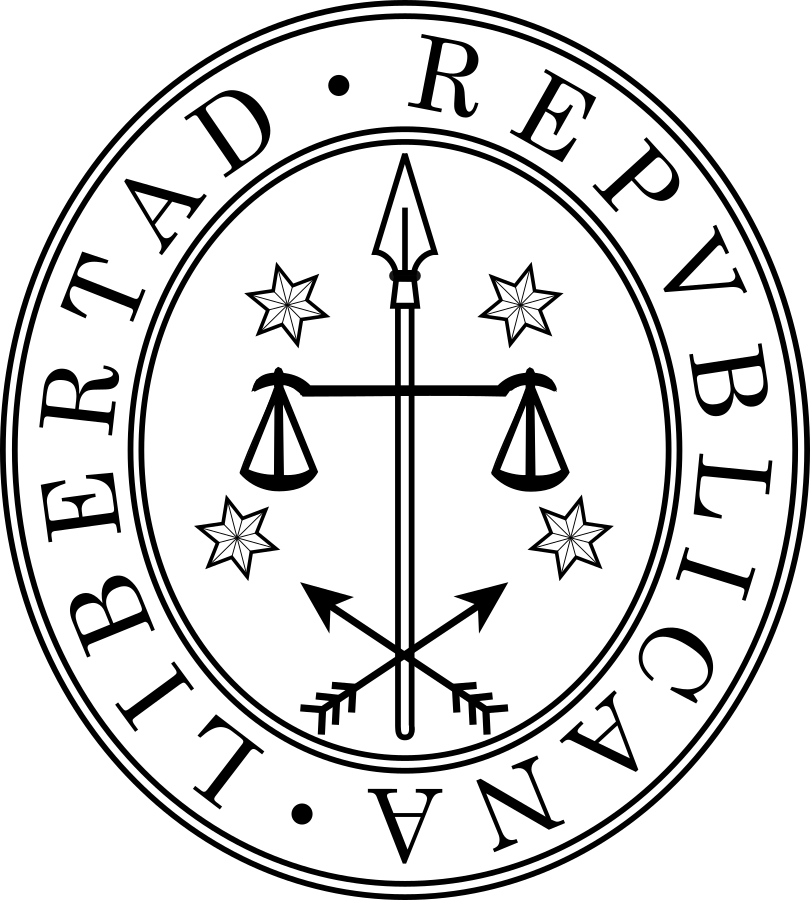
Sello de Armas de la República Oriental (sic) utilizado por Artigas en documentos oficiales desde el campamento de Purificación.

Mientras sus milicias participaban en el asedio del ejército realista barricado en Montevideo, José Gervasio Artigas dictó sus instrucciones a los delegados de la Banda Oriental a cargo de participar en la Asamblea Constituyente de 1813 de las Provincias Unidas del Río de la Plata; entre estos estaba la solicitud para la creación de una "Provincia Oriental" que incluyera los territorios entre el río Uruguay y el Atlántico. La nueva entidad debería haber retenido todos los poderes no delegados expresamente al gobierno central.

Artículo 7: El Gobierno Supremo entenderá solamente en los negocios generales del Estado. El resto es peculiar al gobierno de cada Provincia.

Artículo 8: El territorio que ocupan estos pueblos desde la costa oriental del Uruguay hasta la fortaleza de Santa Teresa, forman una provincia denominante "La Provincia Oriental".

Artículo 9: Que los 7 Pueblos de Misiones, los de Batoví, Santa Tecla, San Rafael y Tacuarembó que hoy ocupan injustamente los Portugueses y a su tiempo deben reclamarse serán en todo tiempo territorio de esta Provincia.

Artículo 10: Que esta provincia por la presente entra separadamente en una firme liga  de amistad con cada una de las otras para su defensa común, seguridad de su libertad y para su mutua y general felicidad, obligándose a asistir a cada una de las otras contra toda violencia (...)

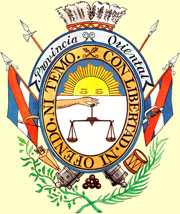
Escudo de la Provincia Oriental diseñado por Artigas. En una versión modificada es el actual emblema del Regimiento de Blandengues en Uruguay.

Después de una serie de eventos controvertidos, incluido el fracaso de Buenos Aires para aceptar a los diputados enviados por Artigas, el 7 de marzo de 1814, un decreto del Director Supremo de las Provincias Unidas, Gervasio Antonio de Posadas, creó formalmente la Gobernación Intendencia Oriental del Río de la Plata, que en los hechos ya existía por obra de Artigas; contrariamente a lo solicitado por el caudillo oriental, sin embargo, se le asignó un gobernador-intendente elegido de Buenos Aires. Debido a la situación política de la provincia, el decreto no fijó la capital de la misma:

El Director Supremo de las Provincias Unidas del Río de la Plata: considerando que el territorio de la Banda Oriental por su extensión, fertilidad, situación topográfica y crecida población, debe formar por sí sólo una parte constituyente del Estado, para que, teniendo igualdad de derechos con las demás Provincias y recibiendo las mejoras de que es susceptible, bajo la forma de una nueva administración encargada al celo de un Jefe dignamente decorado, pueda contribuir en aptitud más digna, con más (...) la patria, y engrandecimiento del Estado; he venido en declarar como declaro por el presente decreto: que todos los pueblos de nuestro territorio con sus respectivas jurisdicciones, que se hallan en la Banda Oriental del Uruguay, y Oriental y Septentrional del Río de la Plata, formen desde hoy en adelante una de las Provincias Unidas, con denominación de Oriental del Río de la Plata, que será regida por un gobernador-intendente, con las facultades acordadas a los gefes de su clase (...)

La resistencia de Artigas al poder unitario del Directorio pronto se extendió a las provincias vecinas de Corrientes y Entre Ríos, que también fueron creadas recientemente, y resultó en una guerra civil abierta. Las dificultades encontradas para controlar el territorio pronto llevaron a los líderes de Buenos Aires a retirar sus tropas en febrero de 1815. La provincia no asistió al Congreso de Tucumán, en el que el nuevo estado debería haberse formado.
Junto con las demás provincias de la Liga Federal, sus diputados participaron del Congreso de Oriente convocado por Artigas en Concepción del Uruguay, que el 29 de junio de 1815 proclamó la unidad federal de todos los pueblos e independencia no sólo de España sino de todo poder extranjero.

### Ocupación gradual luso-brasileña de territorios Orientales

Territorio de las Misiones.

En 1816, la situación general en la que se encontraban las Provincias Unidas del Río de la Plata favorecía los latentes objetivos portugueses. En Río de Janeiro, el príncipe regente, que se convirtió en rey después de la muerte de su madre María, decretó el nacimiento del Reino Unido de Portugal, Brasil y Algarve; los portugueses entonces, que ya desde el Brasil venían ocupando territorios hispanos en 1801 —Misiones Orientales, Fuerte de Santa Tecla y Batoví— y en 1811 —zonas de Melo, Fuerte de San Miguel y el norte de la cuchilla de Santa Ana—, habían decidido anexarse toda la Banda Oriental apoyados por algunos unitarios de Buenos Aires, motivados por la animosidad que les despertaba el federal José Gervasio de Artigas. Dado que efectivamente la provincia se había independizado de la Provincias Unidas, Juan VI aprovechó las guerras civiles en el Río de la Plata para anexar un territorio que siempre había sido reclamado.
Desde el 16 de diciembre de 1815, la corte portuguesa —instalada en Río de Janeiro desde 1808— lograría el reconocimiento mundial del nuevo Reino Unido de Portugal, Brasil y Algarve, y su operación de conquista del territorio cisplatino (según contexto brasileño) comenzaría el 28 de agosto de 1816, cuando la vanguardia del ejército de Carlos Federico Lecor, al mando del mariscal Pintos de Araujo Correa, invadió la Fortaleza de Santa Teresa, ubicada en la costa atlántica de la provincia rioplatense. 

Bandera de la Provincia Cisplatina desde el 18 de julio de 1821.

Otras fuerzas en el citado año se acantonaron en el río Cuareim, por el norte, quedando atrás la frontera en el río Ibicuí. El 4 de enero de 1817 Lecor ocupó la ciudad de Maldonado, haciendo contacto con la escuadra portuguesa del conde de Viana, João Manuel de Menezes, acordando las operaciones para la toma de Montevideo y estableciendo su cuartel general de operaciones en el cerro Pan de Azúcar. Luego de lo acontecido, el general Bernardo da Silveira logró forzar el sitio impuesto por Juan Antonio Lavalleja. Lecor pudo controlar las costas y el territorio oriental al sur del río Negro en septiembre del citado año.
Montevideo capituló el 20 de enero de 1817. Al mismo tiempo, las tropas invasoras iban dominando el norte de la provincia hasta el río Arapey. En el año 1819 dominaba todo el territorio meridional del río Negro, al igual que la orilla oriental del río Uruguay. Finalmente terminaron por ocupar la cuenca del Tacuarembó y el territorio residual artiguista del centro del país, el 22 de enero de 1820; tras la derrota de Andrés Latorre en la batalla de Tacuarembó, Rivera, rodeado por el ejército luso brasileño, al mando de Bento Manuel Ribeiro, concierta la paz con un armisticio, conocido como el Acuerdo de Tres Árboles. Artigas, cruza el río Uruguay y en su búsqueda de ayuda, que no encuentra, dejó de continuar la guerra contra los portugueses y se exilia en Paraguay.. La derrota de la batalla de Tacuarembó, el "Acuerdo de Tres Árboles" y Artigas en Paraguay, ponen fin a la Revolución Oriental. 
El barón de la Laguna, Carlos Federico Lecor, comenzó a reorganizar las formas de gobierno existentes, inmediatamente después de la ocupación de Montevideo, asumiendo el cargo de capitán general y rodeándose de personalidades orientales dispuestas a colaborar. Después de un período de precaución, debido al temor de la llegada de una expedición desde España que, sin embargo, se abortó debido al pronunciamiento de Rafael del Riego, Lecor favoreció la creación de una asamblea de notables probrasileños (Congreso Cisplatino) que el 19 de julio de 1821 solicitó la anexión al Reino Unido de Portugal, Brasil y Algarve; el 31 de julio, luego de obtener el consentimiento de Río de Janeiro, el congreso sancionó la anexión y decretó la adopción del nombre de «Provincia Cisplatina» para la nueva unidad administrativa. Con la independencia de Brasil, la provincia más tarde se convirtió en parte del nuevo imperio.
La denominación de «Provincia Cisplatina» fue también la que se mantuvo durante la ocupación brasileña de la misma entre 1822 y 1825 (aunque seguiría usándose nominalmente por parte del imperio, hasta el 18 de diciembre de 1828).

### Reincorporación a las Provincias Unidas del Río de la Plata

Bandera de la Provincia Oriental del Uruguay, izada en Montevideo en 1815 y adoptado oficialmente entre 1825 y 1828.

Bajo la dominación brasileña, las diversas tendencias de independencia del este se unieron por un objetivo común; las demandas revolucionarias llegaron al Cabildo de Montevideo, que estudió un plan para obtener la intervención de las tropas de las Provincias Unidas después de un levantamiento popular anti-brasileño. El 19 de abril de 1825, el desembarco de Juan Antonio Lavalleja y los Treinta y Tres Orientales en la orilla izquierda del río Uruguay comenzó un motín que obligó a los ocupantes a cerrar en Montevideo y eligió un gobierno provisional, que se reunió en la ciudad de Florida; entre las primeras medidas tomadas, además de la designación de Lavalleja y Rivera para dirigir el ejército, estaba la de convocar a la elección de una asamblea de representantes de la provincia. El 25 de agosto, el nuevo congreso restableció el nombre original de Provincia Oriental, decretó la independencia de Brasil y su adhesión a las Provincias Unidas del Río de la Plata, siendo la única provincia federal que reconocía el gobierno unitario de Bernardino Rivadavia.
Las victorias de campo de los caudillos orientales, Fructuoso Rivera y Juan Antonio Lavalleja, finalmente hicieron inevitable el conflicto entre el Imperio de Brasil y las Provincias Unidas del Río de la Plata; la guerra argentino-brasileña resultó en una serie de derrotas para el ejército brasileño, particularmente en la batalla de Ituzaingó (la principal de la Guerra del Brasil) en la cual el frente terrestre del ejército combinado de 8000 soldados provenientes de todas las otras Provincias Unidas y de la Banda Oriental, venció a las fuerzas brasileñas el 20 de febrero de 1827.
La campaña de Rivera a las Misiones Orientales determinó finalmente la independencia del territorio, hasta entonces denominado «Provincia Oriental del Río de la Plata», nombre que perduró hasta 1828, año en el que la Convención Preliminar de Paz, que finalizó el 27 de agosto, separó dicho territorio de las Provincias Unidas del Río de la Plata y finalizó las reivindicaciones del Imperio del Brasil sobre él y conformó un Gobierno y Capitanía General Provisorio del Estado Oriental del Uruguay; su primer mandatario fue el general argentino José Rondeau.
A partir de la vigencia de la primera carta magna, que se conoce como Jura de la Constitución, del 18 de julio de 1830, la denominación fue cambiada oficialmente, al de Estado Oriental del Uruguay. Realizadas las primeras elecciones de Uruguay de 1830, resultó ampliamente electo, como primer presidente de la República, Fructuoso Rivera.